# Dansby Swanson
James Dansby Swanson (Kennesaw, Georgia, 11 de febrero de 1994) es un campocorto estadounidense de béisbol profesional que juega para los Chicago Cubs.
Anteriormente jugó para los Atlanta Braves de las Grandes Ligas, equipo con el que debutó en 2016.

## Carrera profesional

### Arizona Diamondbacks
Los Diamondbacks de Arizona seleccionaron a Swanson como la primera selección general del draft de 2015, y lo firmaron por un bono de $6.5 millones. Mientras bateaba en un juego simulado contra Yoan López en julio de 2015, Swanson fue golpeado en la cara con un lanzamiento. La lesión retrasó su debut profesional, que tuvo lugar el 12 de agosto de 2015, con los Hillsboro Hops de Clase A corta. Jugó en 22 juegos en su primera temporada profesional y terminó con un promedio de bateo de .289, un jonrón, catorce bases por bolas y once carreras impulsadas.

### Atlanta Braves
El 9 de diciembre de 2015, los Diamondbacks cambiaron a Swanson, Ender Inciarte y Aaron Blair a los Bravos de Atlanta por Shelby Miller y Gabe Speier. Los Bravos invitaron a Swanson a los entrenamientos de primavera, y lo enviaron a los Carolina Mudcats de Clase A avanzada al final de los entrenamientos. Swanson fue ascendido a los Mississippi Braves de Clase AA el 30 de abril de 2016, después de batear .333/.441/.526 en 21 apariciones con Carolina. El 28 de junio, fue nombrado para aparecer en el Juego de Futuras Estrellas, poco después de haber jugado el Juego de Estrellas de la Southern League. El 16 de agosto, los Bravos anunciaron que Swanson sería promovido a las Grandes Ligas al día siguiente. Luego de su llamada, le asignaron el dorsal #2.  El 17 de agosto, se fue de 4-2 en su debut en la MLB, incluyendo el primer hit de su carrera, frente al lanzador de los Mellizos de Minnesota, Kyle Gibson. Bateó su primer jonrón el 6 de septiembre, un cuadrangular dentro del parque contra los Nacionales de Washington, el primer jonrón de este tipo para los Bravos desde 2001. Terminó el año en Grandes Ligas registrando un promedio de bateo de .302, porcentaje de embasarse de .361 y un porcentaje de OPS de .803.
Antes del comienzo de la temporada 2017, Swanson anunció que volvería a vestir su número de uniforme universitario, el 7. Le habían asignado el 2 porque Gordon Beckham llevaba el 7 en el momento de su promoción en agosto de 2016. Beckham fue intercambiado más tarde, dejando el 7 disponible. Durante la temporada tuvo muchas dificultades para batear, llegando a registrar un bajo promedio de bateo de .185 hasta mayo. Aunque mejoró en junio, se convirtió en el suplente de Johan Camargo para la fecha del Juego de Estrellas. Posteriormente, fue enviado a los Gwinnett Braves el 26 de julio, donde se esperaba que jugara todos los días. Sin embargo, fue llamado por los Bravos el 9 de agosto después de una lesión sufrida por Camargo. Finalizó la temporada con promedio de .232, seis jonrones y 51 impulsadas en 488 turnos al bate.
En 2018, Swanson nuevamente tuvo problemas de bateo a lo largo de la temporada, lo que lo llevó a modificar su postura para batear con mayor fuerza. El 26 de septiembre, se rompió un ligamento en su mano izquierda durante un turno al bate, por lo que eventualmente se perdería la postemporada y se sometería a una cirugía. Finalizó la temporada con promedio de .238, 14 jonrones, 59 impulsadas en 478 turnos al bate.
En 2019, Swanson tuvo una primera mitad productiva, bateando .270 con 17 jonrones antes del receso por el Juego de Estrellas. Sin embargo, perdió tiempo debido a una lesión en el talón en la segunda mitad y tuvo problemas al regresar a la alineación, bateando solo .204 con cero jonrones en 142 turnos al bate en la segunda mitad. Durante toda la temporada, bateó .251/.325/.422 con 17 jonrones, 65 carreras impulsadas y 10 bases robadas.
En su primera postemporada, Swanson registró un promedio de bateo estelar de .389 y un OPS de .977 en 19 apariciones en el plato en la Serie Divisional contra los Cardenales de San Luis. Uno de sus hits fue un doble que empató el juego en la parte superior de la novena entrada del Juego 3 en San Luis. Los Bravos ganaron ese juego 3-1 pero finalmente perdieron la serie en cinco juegos.
En la temporada 2020 acortada de 60 juegos, bateó .274/.345/.464 con 49 carreras, 10 jonrones y 35 carreras impulsadas.